# Prédictions
Pour les articles homonymes, voir Prédiction.
Pour plus de détails, voir Fiche technique et Distribution.
Prédictions (Knowing) est un film de science-fiction américano-australo-britannique réalisé par Alex Proyas et sorti en 2009.
Le film reçoit des critiques partagées mais réalise de bonnes performances au box-office.

## Synopsis
En 1959, l'école élémentaire de Lexington dans le Massachusetts participe à un concours sur le thème du futur. Une enseignante, Mme Taylor, propose que les élèves imaginent leur vision du monde cinquante ans plus tard et que l'ensemble des copies soit placé dans une capsule temporelle qui ne serait ouverte qu'en 2009. Mais tandis que les autres enfants dessinent des fusées, Lucinda Embry, une jeune fille souffrant de troubles mentaux, aligne une série de chiffres et de nombres, mécaniquement, comme si elle les récitait.
Lors d'une cérémonie en présence des enfants, de leurs parents et de leurs professeurs, la capsule est solennellement placée dans un trou devant le perron de l'école. Mme Taylor remarque que Lucinda se tient à l'écart. Quand elle regarde à nouveau un instant plus tard, la petite fille a disparu. Les recherches sont aussitôt lancées et durent jusqu'à la nuit tombée. Pendant que des policiers inspectent chaque recoin de l'école, Mme Taylor retrouve Lucinda dans un placard du sous-sol et remarque que la petite fille a gratté le bois de la porte jusqu'au sang avec ses ongles pour terminer sa liste.
Cinquante ans plus tard, John Koestler est un professeur d'astronomie au Massachusetts Institute of Technology (MIT). Veuf éploré depuis un an, il noie sa peine dans l'alcool quand vient le soir et essaie, tant bien que mal, de préserver ses relations avec son fils d'une dizaine d'années, Caleb. De son côté, le petit garçon souffre encore plus. En plus d'un père démissionnaire qui cherche certes à limiter la casse, c'est un enfant taciturne qui vit dans une maison trop grande et trop vide, perdue au milieu des bois. Son audition limitée achève de le plonger dans un monde de silence et de solitude.
Le jour de l'ouverture de la capsule, les enveloppes sont distribuées parmi les enfants rassemblés dans la cour de l'école et chacun contemple son message. C'est Caleb qui reçoit la liste de chiffres et de nombres. En l'examinant, il remarque au loin, entre deux arbres du bois voisin, une silhouette hiératique qui semble l'observer. C'est un homme aux cheveux platine, entièrement vêtu de noir. Un autre garçon s'approche de Caleb pour lui faire un commentaire sur le contenu de l'enveloppe qu'il a reçue, Caleb a tourné la tête vers lui et une fois qu'il regarde à nouveau l'endroit, la silhouette de l'homme a disparu.
Le soir venu, après que Caleb s'est couché, John jette un œil distrait sur la liste. Son attention est attirée sur le segment 0911012996. L'intuition lui vient rapidement qu'il s'agit de la date du 11 septembre 2001, jour des attentats terroristes qui ont coûté la vie à 2 997 victimes. Dans un premier temps, son esprit cartésien refuse la justesse de la prédiction. Mais il examine le reste de la liste et, avec l'aide d'internet, se rend compte avec horreur que les dates écrites cinquante ans plus tôt correspondent bel et bien à celles de catastrophes survenues depuis à travers le monde - déraillements, crashs d'avion, etc. -, suivies du nombre exact de victimes. Entre autres questions, John se demande à quoi peuvent bien correspondre les huit derniers chiffres de chaque prédiction.
Dès le lendemain, il décide de parler de sa découverte à son collègue et ami, Phil Beckman, qui, tout en reconnaissant la coïncidence, préfère penser que chacun n'interprète dans une suite de symboles que ce qu'il veut bien y voir.
John retrouve la trace de Mme Taylor, qui le reçoit chez elle. Elle se souvient de Lucinda Embry et apprend à John que celle-ci est décédée plusieurs années auparavant. John voudrait en savoir davantage, mais comme Mme Taylor lui a proposé par deux fois à boire, presque coup sur coup, il comprend qu'elle est atteinte de la maladie d'Alzheimer et qu'il n'obtiendra aucun autre indice que celui du placard du sous-sol de l'école.
Puis lorsque John rentre chez lui, il téléphone à l'école pour obtenir des renseignements sur cette capsule temporelle. Caleb joue avec un ballon dehors pendant ce temps. C'est alors qu'une voiture avec deux hommes en noir à l'intérieur s'approche de la maison. Caleb se dirige vers la voiture et l'un des deux hommes lui donne un galet noir poli. À ce moment-là, John, qui marchait dans la cuisine pendant qu'il téléphonait, regarde par la fenêtre et voit la scène. Aussitôt, il sort de la maison et se dirige vers son fils en courant, la voiture est déjà partie et Caleb montre la pierre à son père.
Le lendemain, il reçoit un appel téléphonique de son fils qui lui demande de le chercher sur le chemin de l'école. Sous une pluie battante, John est arrêté sur une route nationale embouteillée, à cause d'un camion citerne en travers de la chaussée. Ses yeux se posent par hasard sur son navigateur GPS, et non seulement comprend-il alors que les huit derniers chiffres de chaque prédiction indiquent la longitude et la latitude du lieu de la tragédie, mais il se rend compte également, en relisant la liste qu'il a sur lui, qu'il se trouve précisément à l'endroit d'une tragédie à venir.
Encore dubitatif, il sort de son véhicule et s'approche du camion citerne. Un policier lui demande de s'éloigner, mais son visage se décompose à la vue de quelque chose dans le dos de John. Celui-ci se retourne et, dans la seconde, devient le spectateur d'un avion perdant le contrôle, s'écrasant et explosant dans un champ. Aussitôt, John se jette parmi les débris en flammes et tente de porter secours à des torches humaines qui s'enfuient en poussant des cris d'horreur.
John rentre chez lui dans un état second, traumatisé autant par l'hécatombe dont il vient d'être témoin que par le fait qu'il savait qu'elle allait se produire. Sans se douter que d'autres hommes en noir tapis dans l'ombre observent sa maison en silence.
Une nuit, un intrus se faufile dans la chambre du fils de John : c'est le meneur des hommes en noir.
Caleb se réveille, l'aperçoit, et regarde la fenêtre de sa chambre que l'étranger pointe d'un doigt autoritaire.
De l'autre côté de la vitre, tout, absolument tout ce qui est visible jusqu'à l'horizon est balayé par un mur de flammes qui dévore inexorablement tout ce qui vit. Les animaux de la forêt se dispersent dans la panique entre les arbres calcinés, dans un concert de hurlements de mort, comme des ombres spectrales en feu. Horrifié par cette vision, Caleb pousse des cris de terreur. Son père surgit dans la pièce, hors d'haleine, et tente de consoler son fils constatant qu'il a fait un cauchemar.
John se résout alors à approcher la fille de Lucinda Embry, Diane, dont il a retrouvé la trace. Profitant du fait que cette trentenaire est la mère célibataire d'une petite fille du même âge que rencontre Caleb, John accoste la mère dans un musée animalier et finit par lui avouer tout ce qu'il sait sur elle et le don de sa mère. Choquée, Diane se saisit de sa fille Abby et part précipitamment. Visiblement, un lourd secret pèse sur sa vie.
Quelques jours plus tard. Alors que la veille, il a téléphoné au FBI pour annoncer la catastrophe (une menace d'attentat pesait déjà) et par les coordonnées, l'endroit exact, force lui est de constater que l'endroit n'a pas été évacué.
Il se trouve dans la rue, au milieu d'une foule qui vaque à ses occupations habituelles. Aux aguets, John tente de repérer tout ce qui est susceptible de dégénérer. En demandant agressivement à une policière pourquoi la rue n'est pas évacuée, il se fait repérer par la police et fuit jusque dans le métro. C'est alors qu'il repère un individu suspect qui retient quelque chose caché sous ses vêtements, John le poursuit croyant à un kamikaze mais quand lui et les agents de la sécurité l'attrapent il ne s'agit que d'un vulgaire voleur.
Pendant ce temps, un court-circuit fait qu'un aiguillage s'actionne tout seul. Et à nouveau, John est témoin d'un nouveau carnage : les rames du métro dans lequel il se trouve, déraillent, foncent sur un autre métro et glissent sur le quai en balayant tous les usagers sur son passage.
John, éreinté, rentre chez lui, tard dans la nuit, pour voir que Diane et Abby l'attendent sur le perron de sa maison. Après avoir appris la nouvelle hécatombe, Diane s'est décidée à révéler tout ce qu'elle sait à John. Il apparaît que sa mère entendait des voix et qu'elle a toujours dit à sa fille qu'elle mourrait un 19 octobre. Un jour très proche.
Dans la foulée, Diane amène John à un mobile-home où Lucinda Embry a vécu les dernières années de sa vie avant de mourir. Tout en marchant vers le mobile-home Diane inspecte la feuille, c'est alors qu'elle dit que les deux derniers chiffres peuvent ne pas être des 3 mais plutôt des E. Car sa fille avait tendance à écrire certaines lettres à l'envers, il est possible que sa mère ait eu le même problème.
Pendant que Caleb et Abby dorment à l'arrière de la voiture, John et Diane inspectent chacune des pièces poussiéreuses et ravagées par l'humidité. L'une d'elles est entièrement tapissée de coupures de journaux et de dessins. Il en est un que Lucinda avait l'habitude de contempler plus que tout autre : une gravure qui représente un homme au-dessus des nuages, la tête cernée d'une auréole rayonnante.
Comme il s'apprête à quitter la pièce, John sent son pied marcher sur quelque chose : un petit caillou poli et noir, semblable à celui que l'homme en noir avait donné à son fils. En le ramassant, John en trouve six autres sous le lit. En soulevant ce dernier à la verticale, John et Diane contemplent avec effroi que Lucinda y avait gravé Everyone Else (EE) (« Tous les autres ») plusieurs fois. Voilà la signification des EE à la fin de la page.
Pendant ce temps, les hommes en noir sont autour de la voiture dans laquelle dorment les enfants. Quand Caleb et Abby sont tirés de leur sommeil et se sentent peut-être sur le point d'être enlevés ou tués, Caleb a l'idée de klaxonner, ce qui met les étrangers en fuite.
Alerté par le bruit, John surgit hors du domicile, aperçoit le meneur des hommes en noir et le pourchasse dans la forêt.
Il le retrouve dans une clairière, immobile et de dos, et, sous la menace d'une arme à feu, le somme de se retourner. L'homme en noir s'exécute, lentement. Quand John lui demande qui il est, l'homme ouvre la bouche et il en sort une lumière aveuglante qu'il met à profit pour s'évanouir dans la nature. John retourne au pas de course au mobile-home pour récupérer Diane et les enfants et les emmener chez lui, où ils seront en sécurité.
Au petit matin, John surprend Abby dans le séjour, en train de colorier en jaune une partie de la gravure. Avec un grand sourire, la petite fille lui montre le fruit de son travail, et John comprend que ce qui ceint la tête de l'homme au-dessus des nuages n'est pas une puissante aura, mais le Soleil.
Et il comprend alors l'ampleur de la dernière prédiction : la Terre entière va devoir faire face à la pire des catastrophes naturelles de son Histoire.
(L’apôtre Pierre a écrit dans le Nouveau Testament que notre planète va être totalement brûlée.)
Pour mesurer l'ampleur du cataclysme à venir, John se précipite au MIT. Il y retrouve Phil Beckman avec l'aide duquel il constate qu'une éruption solaire, prévue de longue date, a été largement sous-estimée par les autorités compétentes. Devant les preuves, Phil Beckman s'associe finalement à la théorie de John et décide de s'en retourner auprès de sa famille pour vivre ses derniers instants. En sortant, Diane lui propose de se réfugier dans une des grottes qu'elle connaissait étant jeune pour échapper au rayonnement de l'éruption solaire : il accepte.
En rentrant se préparer pour aller dans la grotte, il découvre Caleb dans un état de transe en train d'écrire la même série de chiffres sur une feuille qu'il lui enlève prestement mais ce dernier continue à écrire sur la table.
John lui enlève alors le stylo et le jeune garçon commence à gratter le bois de la table avec ses ongles pour continuer sa série de chiffres jusqu'à ce que son père le prenne dans ses bras et qu'il sorte de sa transe. Par conséquent, il décide de passer à l'école de Lucinda Embry, il en force l'entrée et retrouve le placard dans lequel elle s'était réfugiée cinquante ans plus tôt. Il a été repeint. Il arrache la porte et la ramène chez lui.
Pendant que Diane range des provisions et attend dans la voiture, il en gratte la couche de peinture. Diane, exaspérée, décide alors de partir avec les enfants dans sa voiture. Or à ce moment, il retrouve les chiffres grattés sur la porte et à l'aide de son navigateur GPS, découvre que les huit derniers chiffres de la dernière prédiction pointent vers le mobile-home abandonné : ce serait là qu'il faudrait se trouver pour être en sécurité.
Entre-temps, Diane s'est arrêtée dans une station-service. Un poste de télévision diffuse un communiqué : un haut gradé de l'armée des États-Unis révèle au grand public qu'une éruption solaire va se produire prochainement avec des conséquences désastreuses, et il conseille aux gens de gagner des abris souterrains.
La psychose est en marche. Diane accourt jusqu'à un téléphone public où Caleb est en train de téléphoner à son père, Diane lui dit de retourner dans la voiture puis parle avec John. Soudain, elle remarque un objet clairement posé à son attention sur le dessus du téléphone : un caillou noir. Quand elle se retourne vers sa voiture, les hommes en noir ont déjà pris place à l'intérieur et démarrent.
Diane vole la camionnette d'un client de la station-service et se lance à leur poursuite. Elle est arrêtée par un feu rouge mais décide de passer outre. Un poids lourd surgit au carrefour, percute et fait virevolter son véhicule.
John arrive à la station-service quelques instants plus tard. Le commis de la station-service lui indique la direction qu'a prise Diane, et il découvre qu'elle a eu un grave accident de voiture. Elle succombe à ses blessures, un médecin constatant sa mort à exactement minuit, sous les yeux de John.
À son arrivée au lieu désigné par les chiffres de la dernière prédiction, il repère et suit des traces de pneus qui le conduisent jusque dans une clairière, sur un lit de cailloux noirs. L'homme en noir l'attend.
À bout de nerfs, John le menace de son arme. Mais Caleb, tenant un lapin blanc, puis Abby surgissent et lui affirment que les intentions des étrangers sont bonnes.
Subitement, des lueurs éclairent la couche nuageuse et tout le monde lève les yeux au ciel. John s'effondre aussitôt à genoux face à un vaisseau spatial qui apparaît dans un halo, se déployant en pétales gigognes, révélant la véritable nature des hommes en noir.
Ceux-ci s'adressent aux enfants directement dans leurs pensées, et Caleb explique à son père qu'ils doivent maintenant partir. John se remet à peine de son hébétude lorsque Caleb précise que seuls les élus, c'est-à-dire les enfants, doivent partir.
Comprenant la situation, John serre son fils dans ses bras une ultime fois et le laisse rejoindre les hommes en noir.
Ceux-ci se débarrassent de leur apparence humaine et deviennent des silhouettes immatérielles faites de lumière.
John les regarde prendre les enfants par la main et les emmener au ciel. Le vaisseau replie ses pétales et disparaît lentement derrière les nuages. Il quitte l'atmosphère terrestre et rejoint le reste d'une flotte de vaisseaux semblables quittant la Terre.
De retour à la ville, John découvre un spectacle de fin du monde. Sous l'effet de la canicule, des milliers de gens que la chaleur a rendu fous sont descendus dans les rues, grouillant comme une foule paniquée, incohérente et vociférante. Entre deux scènes de pillages et d'agressions, John aperçoit au loin Phil Beckman et sa compagne, dans les bras l'un de l'autre immobiles.
Arrivé devant le portail d'un temple protestant, il en monte les quelques marches du perron, s'arrête devant la porte et appuie sur la sonnette. C'est sa sœur qui lui ouvre. Elle l'emmène dans le salon, où l'attendent leur père pasteur et leur mère. Dans un geste in extremis de réconciliation, toute la famille s'étreint, sourde au grondement extérieur de fin du monde.
Le premier nuage solaire arrive par la mer et ne laisse qu'une plaine grésillante. Ailleurs, un mur de cendres s'avance vers l'intérieur des terres et son incandescence est telle que des villes entières disparaissent en une poussière qui brûle à son tour.
Partout dans le monde, toute trace de vie, humaine ou autre, est balayée par des colonnes gigantesques de feu.
Très vite, la Terre elle-même se consume puis disparaît dans le vide sidéral.
Caleb et Abby courent dans une prairie de ce qui ressemble à de l'herbe sur une nouvelle planète, là où les hommes en noir les ont déposés, eux et d'autres enfants élus puisque d'autres vaisseaux repartent. Ils courent vers un grand arbre lumineux et isolé, allusion à Adam et Ève et à l'arbre qui donne la vie éternelle.

## Fiche technique
Sauf indication contraire, les informations mentionnées dans cette section peuvent être confirmées par la base de données cinématographiques IMDb,  présente dans la section « Liens externes ».
- Titre original : Knowing
- Titre français et québécois : Prédictions
- Réalisation : Alex Proyas
- Scénario : Ryne Douglas Pearson, Juliet Snowden et Stiles White, avec la participation non crédité d'Alex Proyas et Stuart Hazeldine, d'après une histoire de Ryne Douglas Pearson
- Musique : Marco Beltrami
- Directeur artistique : Sam Lennox
- Décors : Steven Jones-Evans
- Costumes : Terry Ryan
- Photographie : Simon Duggan
- Montage : Richard Learoyd
- Production : Steve Tisch, Todd Black, Jason Blumenthal
- Sociétés de production : Summit Entertainment, Escape Artists, DMG Entertainment, Goldcrest Pictures, Kaplan / Perrone Entertainment et Wintergreen Productions, en association avec Mystery Clock Cinema
- Distribution : SND (France)
- Budget : 50 000 000 $
- Format : Couleur - 2.35:1 (35 mm) / son : DTS - Dolby Digital
- Genre : science-fiction, thriller
- Pays de production :  États-Unis,  Australie et  Royaume-Uni
- Langue originale : anglais
- Durée : 116 minutes
- Dates de sortie[1] :
  - États-Unis : 9 mars 2009 (première à New-York)
  - États-Unis : 20 mars 2009
  - France, Belgique : 1er avril 2009
- Classification :
  - États-Unis : PG-13 pour les séquences de catastrophe, des images troublantes et le langage parfois fort
  - France : Tous publics (déconseillé aux moins de 10 ans à la télévision)

## Distribution
- Nicolas Cage (VF : Dominique Collignon-Maurin ; VQ : Benoit Rousseau) : John Koestler
- Rose Byrne (VF : Sylvie Jacob ; VQ : Bianca Gervais) : Diana Wayland
- Ben Mendelsohn (VF : Pierre Tessier ; VQ : Pierre Auger) : Phil Beckman
- Liam Hemsworth (VF : Damien Ferrette ; VQ : Antoine Durand) : Spencer Loogan
- Chandler Canterbury (VF : Max Renaudin ; VQ : Léo Caron) : Caleb Koestler
- Lara Robinson (VF : Barbara Tissier ; VQ : Ludivine Reding) : Lucinda Embry / Abby Wayland
- Nadia Townsend (VF : Dorothée Pousséo ; VQ : Magalie Lépine-Blondeau) : Grace Koestler
- Alan Hopgood (VF : Jean Pommier ; VQ : André Montmorency) : le révérend Koestler, le père de John
- Adrienne Pickering : Allison Koestler
- Danielle Carter (VF : Christiane Ludot ; VQ : Catherine Hamann) : Mme Taylor en 1959
- Alethea McGrath (VF : Marion Loran) : Miss Taylor en 2009

 Doublage français réalisé par la société "Dubbing Brothers" , source Voxofilm.free.fr 

## Production

### Genèse et développement

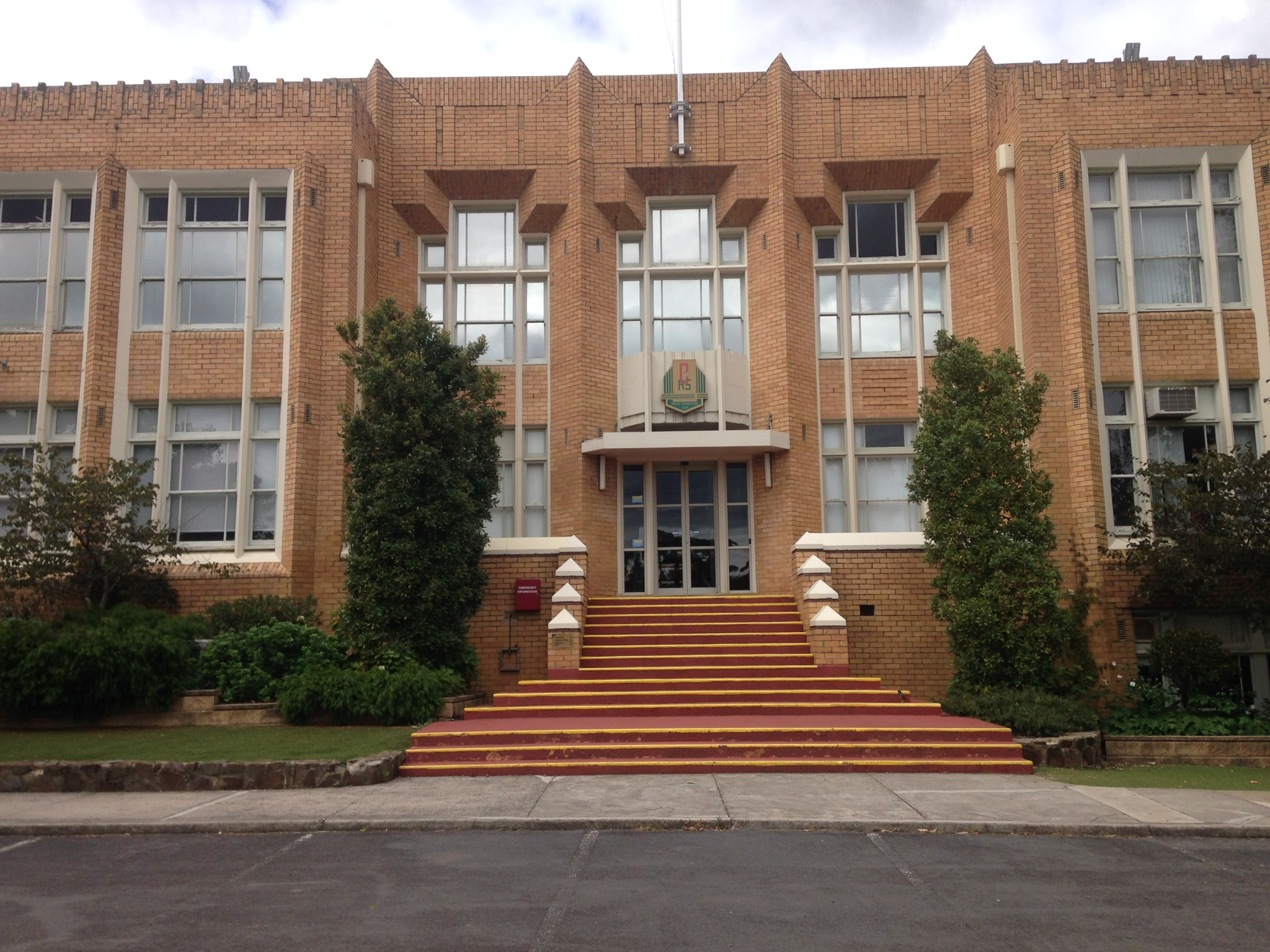
La Camberwell High School de Victoria sert de décor au film

En 2001, le romancier Ryne Douglas Pearson (en) approche les producteurs Todd Black et Jason Blumenthal pour leur présenter un pitch de film : Capsule temporelle des années 1950 est déterrée des années plus tard et révèle des prophéties accomplies, dont la dernière se terminait par « E. E. » pour « everyone else » (« tout le monde »). Les producteurs aiment ce concept et achètent son scénario. Le projet est alors développé chez Columbia Pictures. Rod Lurie et Richard Kelly seront un temps liés au poste de réalisateur mais le projet stagne et met du temps à se concrétiser. Il est relancé par la société de production Escape Artists. Le script est alors retravaillé par Stiles White et Juliet Snowden. Le cinéaste Alex Proyas est annoncé à la réalisation en février 2005. Alex Proyas explique avoir été séduit par un « script vraiment différent » et la notion de gens voyant l'avenir et « comment il [façonne] leur vie. » Summit Entertainment finance ensuite le projet et assure la distribue. Alex Proyas réécrit ensuite le script avec l'aide Stuart Hazeldine,. Alex Proyas explique s'être inspiré de L'Exorciste pour un avoir une forme de réalisme dans un film avec intrigue fantastique.

### Tournage
Bien que le film se déroule dans le Massachusetts (Lexington), le tournage a lieu en Australie où réside le réalisateur Alex Proyas. Il se déroule notamment dans la Ville du Grand Geelong, Melbourne (musée de Melbourne, Collins Street...), Mount Macedon. Les prises de vues ont également lieu au sein de la Camberwell High School (en) qui sert de décor à l'école élémentaire américaine William Dawes en 1959 dans l'intrigue,. Les scènes de l'observatoire sont tournées à Clayton dans un synchrotron,, associé à quelques plans tournés à l'observatoire Haystack dans le Massachusetts. En plus de tous ces décors réels, la production utilise également les Melbourne Central City Studios.
Alex Proyas utilise ici une caméra Red One 4K. Il cherche ainsi à donner au film un aspect réaliste et permettre de longs plans-séquences notamment la scène dans laquelle le personnage principal voit un avion s'écraser et tente de sauver les passagers : « J'ai fait cela spécifiquement pour ne pas laisser l'artifice des effets visuels et toutes les coupes et tout ce que nous pouvons faire gêner l'émotion de la scène. »

## Bande originale
- Symphonie no 7 de Ludwig van Beethoven.